# Elecciones al Parlamento Europeo de 2024 (Francia)
Las elecciones al Parlamento Europeo de 2024 en Francia se celebraron el 8 y 9 de junio de dicho año como parte de las elecciones al Parlamento Europeo de 2024.
Tras estas elecciones marcadas por una dura derrota de la mayoría presidencial y un claro avance de la derecha, el presidente Emmanuel Macron decidió disolver la Asamblea Nacional y convocar nuevas elecciones.

## Sistema electoral
La Asamblea Nacional aprobó un proyecto de ley que creaba una circunscripción nacional única en una votación en primera lectura el 20 de febrero de 2018, y el Senado adoptó oficialmente el proyecto de ley el 23 de mayo de 2018, que fue promulgado el 25 de junio después de su validación por el Consejo Constitucional.

## Contexto
En Francia, las elecciones europeas de 2024 son las primeras elecciones por sufragio universal directo desde las elecciones presidenciales y legislativas de 2022, que vieron la reelección de Emmanuel Macron, la pérdida de su mayoría absoluta en la Asamblea Nacional, la aparición de una unión de partidos de izquierda y un número récord de diputados de extrema derecha elegidos.
Los dos años posteriores a la reelección de Macron se desarrollaron en un contexto social tenso, en particular tras la reforma de las pensiones que aumentó la edad legal de jubilación de 62 a 64 años, lo que dio lugar a un movimiento social contra la reforma de las pensiones a gran escala.
La votación a finales de 2023 sobre una ley de inmigración, calificada por Agrupación Nacional como una “victoria ideológica”, provocó tensiones en el campo presidencial. Económicamente, Francia se enfrenta a un déficit presupuestario superior al esperado por el gobierno.
La coalición oficialista se enfrentó también a la ausencia de una figura importante que encabezara la lista prevista para las elecciones europeas, ya que la mayoría de los miembros del gobierno, como Bruno Le Maire, se negaron a hacerlo.

## Resultados
|  | 31.37 % |

|  | 14.60 % |

|  | 13.83 % |

|  | 9.89 % |

|  | 7.25 % |

|  | 5.50 % |

|  | 5.47 % |

|  | 2.36 % |

|  | 2.35 % |

|  | 2.00 % |

|  | 1.28 % |

|  | 1.02 % |

|  | 3.07 % |

|  | 97.19 % |

|  | 1.36 % |

|  | 1.45 % |

|  | 51.49 % |

## Reacciones
El principal candidato, Jordan Bardella, celebró los resultados de su partido poco después de conocerse los resultados nacionales, hablando de una “derrota sin precedentes” para el partido de Emmanuel Macron.
El gobierno ruso declaró que seguiría atentamente el aumento de la popularidad de los “partidos de derecha” euroescépticos y antiucranianos en Europa y, en particular, en Francia.